# Memoriał Ireny Szewińskiej
Das Memoriał Ireny Szewińskiej (auch Irena Szewińska Memorial) ist ein international bedeutendes Leichtathletik-Meeting, das seit 2019 jährlich im Zdzisław-Krzyszkowiak-Stadion im polnischen Bydgoszcz stattfindet und damit das Europejski Festiwal Lekkoatletyczny ablöste. Es wurde zu Ehren der polnischen Olympiasiegerin im Sprint, Irena Szewińska, veranstaltet und ist Teil der World Athletics Continental Tour.

## Stadionrekorde

### Männer
| Disziplin      | Rekord             | Athlet             | Datum           |
| -------------- | ------------------ | ------------------ | --------------- |
| 100 m          | 10,02 s (−0,3 m/s) | Elijah Hall        | 3. Juni 2022    |
| 200 m          | 19,95 s (+0,7 m/s) | Erriyon Knighton   | 6. Juni 2013    |
| 400 m          | 45,48 s            | Edoardo Scotti     | 19. August 2020 |
| 800 m          | 1:44,08 min        | Andreas Kramer     | 20. Juni 2024   |
| 1500 m         | 3:35,69 min        | Mohamed Abdilaahi  | 3. Juni 2022    |
| 2000 m         | 4:55,44 min        | Matthew Ramsden    | 19. August 2020 |
| 110 m Hürden   | 13,24 s (−0,2 m/s) | Daniel Roberts     | 6. Juni 2023    |
| 400 m Hürden   | 48,23 s            | Khallifah Rosser   | 3. Juni 2022    |
| Stabhochsprung | 5,97 m             | Ernest John Obiena | 20. Juni 2024   |
| Kugelstoßen    | 22,38 m            | Leonardo Fabbri    | 20. Juni 2024   |
| Hammerwurf     | 82,77 m            | Paweł Fajdek       | 30. Juni 2021   |
| Speerwurf      | 83,37 m            | Marcin Krukowski   | 19. August 2020 |

### Frauen
| Disziplin    | Rekord             | Athletin          | Datum         |
| ------------ | ------------------ | ----------------- | ------------- |
| 100 m        | 11,17 s (+0,1 m/s) | Michelle-Lee Ahye | 3. Juni 2022  |
| 100 m        | 11,17 s (+0,4 m/s) | Zoe Hobbs         | 20. Juni 2024 |
| 200 m        | 22,23 s (+0,8 m/s) | Daryll Neita      | 6. Juni 2023  |
| 400 m        | 49,86 s            | Natalia Kaczmarek | 20. Juni 2024 |
| 800 m        | 1:59,39 min        | Worknesh Mesele   | 30. Juni 2021 |
| 1500 m       | 3:58,69 min        | Freweyni Hailu    | 20. Juni 2024 |
| 100 m Hürden | 12,41 s (+1,9 m/s) | Alaysha Johnson   | 6. Juni 2023  |
| Hammerwurf   | 78,79 m            | Brooke Andersen   | 6. Juni 2023  |